# مطار مالقة الدولي
مطار مالقة الدولي (بالإسبانية: Aeropuerto de Málaga-Costa del Sol)(إياتا: AGP، إيكاو: LEMG) رسمياً يسمى بمطار مالقة كوستا ديل سول، يعتبر رابع مطار في إسبانيا من حيث الحركة،
تم افتتاح المطار سنة 1919، ويتوفر على ثلاثة محطات جوية لنقل المسافرين، بالإضافة إلى محطة للطيران الخاص ومحطة للشحن الجوي.

## تحديث المطار
عام 2002، تم بناء برج مراقبة جديد يصل علوه إلى 54 متر.
عام 2010، تم افتتاح المحطة الجوية 3 بالمطار من طرف الملك خوان كارلوس الأول.

## شركات الطيران
تقدم شركات الطيران التالية رحلات إلى مطار مالقة:
| شركـات طيـران                   | الوجهات |
| ------------------------------- | --- |
| طيران إيجيان                    | موسمي: مطار أثينا الدولي |
| أير لينغس                       | Cork، مطار دبلن الدولي |
| العربية للطيران                 | مطار محمد الخامس الدولي، مطار طنجة ابن بطوطة الدولي |
| إير كايرو                       | مطار القاهرة الدولي، مطار الغردقة الدولي، مطار الأقصر الدولي |
| طيران أوروبا                    | مطار مدريد باراخاس الدولي موسمي: مطار ميورقة، مطار تينيريفي الشمالي |
| الخطوط الجوية الفرنسية          | مطار باريس شارل ديغول |
| طيران صربيا                     | مطار نيكولا تسلا في بلغراد |
| طيران ترانسات                   | مطار مونتريال الدولي |
| طيران البلطيق                   | مطار ريغا الدولي، مطار تالين، Tampere، مطار فيلنيوس |
| الخطوط الجوية النمساوية         | مطار فيينا الدولي |
| الخطوط الجوية البريطانية        | مطار لندن سيتي، مطار غاتويك، مطار لندن هيثرو موسمي: Southampton |
| خطوط بروكسل الجوية              | مطار بروكسل الدولي |
| طيران بلغاريا                   | مطار صوفيا |
| كوندور للطيران                  | موسمي: مطار دوسلدورف الدولي، مطار فرانكفورت، مطار هامبورغ، مطار ميونخ الدولي |
| Dan Air ‏                        | مطار هنري كواندا الدولي (تبدأ في 18 يونيو 2023) |
| إيزي جيت                        | مطار سخيبول أمستردام، مطار بازل - ميلوز - فريبورغ الأوروبي، مطار بلفاست الدولي، مطار برلين براندنبرغ، مطار بريستول، مطار جنيف الدولي، مطار غلاسكو الدولي، مطار ليفربول، مطار غاتويك، مطار لندن لوتن، مطار ليون سانت إكسوبيري، مطار مانشستر، مطار مالبينسا، مطار باريس شارل ديغول موسمي: London–Southend |
| الاتحاد للطيران                 | موسمي: مطار أبو ظبي الدولي |
| يورو وينجز                      | مطار كولونيا بون الدولي، مطار دوسلدورف الدولي، مطار هامبورغ، مطار فاكلاف هافيل الدولي، مطار شتوتغارت الدولي موسمي: مطار برلين براندنبرغ، مطار دورتموند، مطار ستوكهولم أرلاندا |
| فين إير                         | مطار هلسنكي فانتا |
| طيران الخليج                    | موسمي: مطار البحرين الدولي |
| Hélity                          | سبتة |
| HiSky                           | موسمي: مطار هنري كواندا الدولي |
| أيبيريا (شركة طيران)            | مطار مدريد باراخاس الدولي، مطار مليلية موسمي: مطار محمد الخامس الدولي، مطار كريستيانو رونالدو (تبدأ في 18 يوليو 2023)، مطار إيبيزا، مطار لانزاروت، مطار لا بالما (تبدأ في 13 يوليو 2023)، León، Menorca، مطار الناظور العروي، مطار نيس كوت دازور، مطار ميورقة، مطار تطوان سانية الرمل، مطار بلنسية، Vigo |
| يسرائير                         | مطار بن غوريون الدولي |
| جيت تو دوت كوم                  | مطار برمينغهام، East Midlands ‏، مطار إدنبرة، مطار غلاسكو الدولي، Leeds/Bradford، مطار لندن ستانستد، مطار مانشستر، مطار نيوكاسل موسمي: مطار بلفاست الدولي، مطار بريستول (تبدأ في 20 يوليو 2023) |
| الخطوط الجوية الملكية الهولندية | مطار سخيبول أمستردام |
| الخطوط الجوية الكويتية          | موسمي: مطار الكويت الدولي |
| لوفتهانزا                       | مطار فرانكفورت، مطار ميونخ الدولي |
| لوكس إير                        | مطار لوكسمبورغ |
| Marabu                          | موسمي: مطار هامبورغ، مطار ميونخ الدولي |
| آير شاتل النرويجية              | Aalborg، Bergen، مطار كوبنهاغن، مطار هلسنكي فانتا، Oslo، مطار ستافانغر الدولي، مطار ستوكهولم أرلاندا، مطار تروندهايم، فارنيس موسمي: Haugesund، Stockholm–Skavsta، Växjö |
| بلاي (شركة طيران)               | موسمي: مطار كيفلافيك الدولي |
| الخطوط الجوية القطرية           | موسمي: مطار حمد الدولي |
| الخطوط الملكية المغربية إكسبريس | مطار محمد الخامس الدولي |
| رايان إير                       | Aarhus، مطار سخيبول أمستردام، مطار برشلونة الدولي، مطار بوفيه - تيه، مطار بلفاست الدولي، مطار أوريو أل سيريو، مطار برلين براندنبرغ، Billund، مطار برمينغهام، مطار بولونيا، مطار بوردو ميرينياك، Bournemouth، مطار بريستول، مطار بروكسل الدولي، مطار بودابست فرانز ليست الدولي، مطار بروكسل شارلروا الجنوب، مطار كولونيا بون الدولي، مطار كوبنهاغن، Cork، مطار دبلن الدولي، East Midlands ‏، مطار إدنبرة، مطار آيندهوفن، مطار إكستر، مطار فاس سايس الدولي، مطار غلاسكو الدولي، Glasgow–Prestwick، Gothenburg، مطار غران كناريا، مطار هامبورغ، مطار إيبيزا، مطار كارلسروه/بادن-بادن، مطار كاوناس، Knock، مطار كراكوف، مطار لانزاروت، Leeds/Bradford، مطار لشبونة، مطار ليفربول، مطار لندن لوتن، مطار لندن ستانستد، مطار مانشستر، مطار مراكش المنارة الدولي، مطار مارسيليا، مطار ميمينجين، مطار مالبينسا، مطار الناظور العروي، مطار نابولي، مطار نيوكاسل، Newquay، مطار ميورقة، مطار بورتو الدولي، مطار الرباط سلا الدولي، مطار ريغا الدولي، مطار ليوناردو دا فينشي، مطار ساندفيورد، تورب، مطار سانتاندير، Santiago de Compostela ‏، Shannon، مطار صوفيا، مطار ستوكهولم أرلاندا، مطار تينيريفي الجنوبي، مطار تطوان سانية الرمل، مطار تريفيزو، مطار تورينو، مطار بلنسية، مطار فيينا الدولي، Vitoria، مطار وارسو مودلين، مطار ويزي، مطار زغرب موسمي: مطار أبردين، مطار بريمن، مطار كارديف الدولي، مطار دورتموند، مطار غدانسك ليخ فاونسا، مطار فرانكفورت هان، Menorca، مطار نورمبرغ، Paderborn، مطار بيزا الدولي، Stockholm–Västerås، مطار طنجة ابن بطوطة الدولي، مطار فروتسواف |
| الخطوط السعودية                 | موسمي: مطار الملك عبد العزيز الدولي، مطار الملك خالد الدولي |
| الخطوط الجوية الإسكندنافية      | مطار كوبنهاغن، Oslo، مطار ستوكهولم أرلاندا موسمي: Gothenburg |
| خطوط ترافل سيرفس الجوية         | مطار فاكلاف هافيل الدولي |
| الخطوط الجوية الدولية السويسرية | مطار جنيف الدولي، مطار زيورخ الدولي |
| تاب برتغال                      | مطار لشبونة |
| ترانسافيا                       | مطار سخيبول أمستردام، مطار آيندهوفن، مطار باريس أورلي، مطار روتردام لاهاي موسمي: مطار ليون سانت إكسوبيري، مطار نانت |
| توي للطيران                     | مطار برمينغهام، مطار كارديف الدولي، East Midlands ‏، مطار غاتويك، مطار مانشستر موسمي: مطار بلفاست الدولي، مطار بريستول، مطار دبلن الدولي، مطار غلاسكو الدولي، مطار نيوكاسل |
| توي فلاي بلجيكا                 | مطار أنتويرب، مطار بروكسل الدولي، مطار لييج، Ostend/Bruges |
| أركي فلاي                       | مطار سخيبول أمستردام |
| الخطوط الجوية التركية           | مطار إسطنبول الدولي |
| الخطوط الجوية المتحدة           | موسمي: مطار نيوآرك ليبرتي الدولي |
| فولوتيا                         | موسمي: Asturias، مطار بلباو، مطار بوردو ميرينياك، مطار جنوة كريستوفورو كولومبو، مطار ليل، مطار ليون سانت إكسوبيري، Menorca، مطار نانت، مطار نيس كوت دازور، مطار باليرمو الدولي، مطار سان سيباستيان، مطار تولوز بلانياك |
| خطوط فيولينغ الجوية             | مطار سخيبول أمستردام، Asturias، مطار برشلونة الدولي، مطار بلباو، مطار بروكسل الدولي، مطار كارديف الدولي، مطار غران كناريا، مطار لانزاروت، مطار غاتويك، مطار مراكش المنارة الدولي، مطار مارسيليا، مطار ميورقة، مطار باريس أورلي، مطار ليوناردو دا فينشي، Santiago de Compostela ‏، مطار تينيريفي الشمالي، مطار زيورخ الدولي موسمي: Billund، مطار كوبنهاغن، Fuerteventura، مطار إيبيزا، مطار ليون سانت إكسوبيري، مطار ميونخ الدولي، مطار نانت |
| ويز للطيران                     | مطار هنري كواندا الدولي، مطار بودابست فرانز ليست الدولي، مطار كلوج نابوكا الدولي، مطار غدانسك ليخ فاونسا، مطار كراكوف، مطار غاتويك، مطار لندن لوتن (تنتهي في 11 يونيو 2023)، مطار ليوناردو دا فينشي، مطار صوفيا، مطار فيلنيوس (تبدأ في 10 يوليو 2023)، مطار فروتسواف (تبدأ في 31 أكتوبر 2023) موسمي: مطار كاتوفيتشي، مطار وارسو فريدريك شوبان |

## الإحصائيات

### عدد الركاب
شاهد source Wikidata query and sources.
|              | الركاب     | عدد الطائرات | البضائع (طن) |
| ------------ | ---------- | ------------ | ------------ |
| 2000         | 9,443,872  | 92,930       | 9,920        |
| 2001         | 9,932,975  | 98,174       | 9,365        |
| 2002         | 10,429,439 | 101,519      | 8,670        |
| 2003         | 11,566,616 | 110,220      | 6,837        |
| 2004         | 12,046,277 | 116,047      | 6,811        |
| 2005         | 12,669,019 | 123,959      | 5,493        |
| 2006         | 13,076,252 | 127,776      | 5,399        |
| 2007         | 13,590,803 | 129,698      | 5,828        |
| 2008         | 12,813,472 | 119,821      | 4,800        |
| 2009         | 11,622,443 | 103,536      | 3,400        |
| 2010         | 12,064,616 | 105,631      | 3,064        |
| 2011         | 12,823,117 | 107,397      | 2,992        |
| 2012         | 12,581,944 | 102,162      | 2,711        |
| 2013         | 12,922,403 | 102,359      | 2,661        |
| 2014         | 13,748,976 | 108,261      | 2,498        |
| 2015         | 14,404,170 | 108,897      | 2,472        |
| 2016         | 16,672,776 | 123,700      | 2,288        |
| 2017         | 18,628,876 | 137,092      | 2,866        |
| 2018         | 19,021,704 | 141,313      | 2,768        |
| 2019         | 19,858,656 | 144,939      | 3.080        |
| 2020         | 5,161,636  | 59,668       | 912          |
| 2021         | 8,874,635  | 92,248       | 1,500        |
| 2022         | 18,457,194 | 144,107      | 2,193        |
| Source: إنير |            |              |              |

### الوجهات المزدحمة
| الرتبة       | الوجهات               | الركاب  | التغير 2021 / 22 |
| ------------ | --------------------- | ------- | ---------------- |
| 1            | مطار غاتويك           | 885,608 | ▲ 506%           |
| 2            | مطار دبلن الدولي      | 644,495 | ▲ 165%           |
| 3            | مطار سخيبول أمستردام  | 643,655 | ▲ 49%            |
| 4            | مطار كوبنهاغن         | 540,749 | ▲ 75%            |
| 5            | مطار مانشستر          | 534,118 | ▲ 225%           |
| 6            | مطار ستوكهولم أرلاندا | 473,044 | ▲ 87%            |
| 7            | مطار بروكسل الدولي    | 470,128 | ▲ 50%            |
| 8            | مطار باريس أورلي      | 397,094 | ▲ 75%            |
| 9            | مطار لندن لوتن        | 381,610 | ▲ 196%           |
| 10           | مطار أوسلو-غاردرموين  | 364,574 | ▲ 260%           |
| Source: إنير |                       |         |                  |

| الرتبة       | الوجهات                   | الركاب  | التغير 2021 / 22 |
| ------------ | ------------------------- | ------- | ---------------- |
| 1            | مطار برشلونة الدولي       | 778,527 | ▲ 50%            |
| 2            | مطار مدريد باراخاس الدولي | 527,212 | ▲ 132%           |
| 3            | مطار ميورقة               | 332,194 | ▲ 76%            |
| 4            | مطار بلباو                | 277,521 | ▲ 48%            |
| 5            | مطار مليلية               | 219,240 | ▲ 14%            |
| 6            | مطار غران كناريا          | 200,084 | ▲ 59%            |
| 7            | مطار تينيريفي الشمالي     | 179,598 | ▲ 67%            |
| 8            | Santiago de Compostela ‏   | 169,455 | ▲ 62%            |
| 9            | مطار إيبيزا               | 133,275 | ▲ 32%            |
| 10           | Asturias                  | 104,830 | ▲ 86%            |
| Source: إنير |                           |         |                  |